# Estadio Orlando Aníbal Monroy
El Estadio Orlando Aníbal Monroy es un estadio situado en el municipio de Caucasia, Antioquia, 285 km al occidente de Medellín. Tiene capacidad de 4000 espectadores.
El estadio ha sido escenario de un equipo profesional de la Primera B. En la temporada 2005 recibió al equipo Bajo Cauca FC. Posteriormente, fue vendido a la Corporación Deportiva Itagüí Ditaires en el 2008.
Después de esto el municipio ha tomado este escenario deportivo para eventos de interés departamental y municipal.